# Teodoro Llorente Falcó
Teodoro Llorente Falcó (Valencia, 15 de marzo de 1869-ibíd., 2 de junio de 1949) fue un periodista y escritor español, cuarto hijo de Teodoro Llorente Olivares.

## Biografía
Trabajó con su padre en el diario Las Provincias, que dirigió desde 1911 hasta su muerte. Se licenció en Derecho por la Universidad de Valencia y también colaboró en los periódicos ABC y La Ilustració Catalana, y utilizó los seudónimos Aradiel, Lucio, Juan de Antaño, Víctor Sánchez, Levantino, Mateo, El setentón y Jordi de Fenollar, entre otros. Colaboró en la gramática del padre Luis Fullana, y apoyó su candidatura a la Real Academia Española, y fue gran amigo del poeta valenciano del realismo Vicente Wenceslao Querol.
Ideológicamente conservador y regionalista moderado, reconoció la unidad lingüística del catalán y defendió las Bases de Castellon. Al estallar la guerra civil española milicianos del Frente Popular asesinaron a su hijo Teodoro Llorente Monleón; él consiguió huir a San Sebastián en marzo de 1937 gracias a las gestiones del alcalde José Cano Coloma, donde dirigió la revista Valencia con Juan Beneyto Pérez y Mariano Cuber Sagols. Al acabar la guerra fue nombrado secretario de Lo Rat Penat y en 1940, director decano del Centro de Cultura Valenciana, así como cronista oficial de la provincia.

## Obras
- Ráfagas del campo (1909)
- Cuentos maravillosos (1913)
- Nuevos cuentos maravillosos (1928)
- Mistral y Llorente (1932)
- En defensa de la personalidad valenciana (1930)
- Eduardo Escalante (1934)
- Memorias de un setentón (1942-48)
- Miniaturas
- Los valencianos en San Sebastián (1941)